# Rezerwat przyrody Magazyn
Rezerwat przyrody Magazyn – torfowiskowy rezerwat przyrody znajdujący się na terenie gminy Włodawa, w powiecie włodawskim, w województwie lubelskim. Jest zlokalizowany w obrębie Sobiborskiego Parku Krajobrazowego.
- Powierzchnia – 51,98 ha[1]
- Rok utworzenia – 1996
- Dokument powołujący – Zarządzenie Ministra Ochrony Środowiska, Zasobów Naturalnych i Leśnictwa z dnia 12 listopada 1996 roku w sprawie uznania za rezerwat przyrody (MP nr 75, poz. 684).
- Przedmiot ochrony (według aktu powołującego) – zachowanie ze względów naukowych, dydaktycznych i krajobrazowych w stanie niezmienionym bagien ze stagnującą wodą i unikatową roślinnością.
- Uwagi – podlega ochronie w zakresie międzynarodowego prawa ochrony przyrody – leży w granicach Transgranicznego Rezerwatu Biosfery „Polesie Zachodnie”[1].